# Красненська сільська рада (Гусятинський район)
Красне́нська сільська́ ра́да — адміністративно-територіальна одиниця та орган місцевого самоврядування в Гусятинському районі Тернопільської області. Адміністративний центр — село Красне.

## Загальні відомості
- Територія ради: 30,979 км²
- Населення ради: 959 осіб (станом на 2001 рік)
- Територією ради протікає річка Збруч

## Населені пункти
Сільській раді були підпорядковані населені пункти:
- с. Красне
- с. Козина
- с. Ставки

## Склад ради
Рада складалася з 15 депутатів та голови.
- Голова ради: Прок Марія Данилівна
- Секретар ради: Галабіцький Богдан Михайлович

### Керівний склад попередніх скликань
| Прізвище, ім'я, по батькові | Основні відомості                                                 | Дата обрання | Дата звільнення |
| --------------------------- | ----------------------------------------------------------------- | ------------ | --------------- |
| Войтович Віктор Семенович   | Сільський голова, 1952 року народження, безпартійний              | 26.03.2006   | 31.10.2010      |
| Прок Марія Данилівна        | Сільський голова, 1960 року народження, освіта вища, позапартійна | 31.10.2010   |                 |

Примітка: таблиця складена за даними сайту Верховної Ради України

### Депутати
За результатами місцевих виборів 2010 року депутатами ради стали:

#### За суб'єктами висування
| Суб'єкт висування | Кількість обраних депутатів | %   |
| ----------------- | --------------------------- | --- |
| Самовисування     | 14                          | 100 |

#### За округами
| № округу | Прізвище, ім'я, по батькові   | Дата визнання обраним | Освіта             | Партійна приналежність | Відомості про обраного депутата                    |
| -------- | ----------------------------- | --------------------- | ------------------ | ---------------------- | -------------------------------------------------- |
| 1        | Дідзінський Іван Євгенович    | 01.07.2012            | незакінчена вища   | позапартійний          | , тимчасово не працює                              |
| 2        | Янчишин Йосип Іванович        | 01.11.2010            | середня спеціальна | позапартійний          | приватний підприємець                              |
| 3        | Околіта Олег Степанович       | 01.11.2010            | середня спеціальна | позапартійний          | ПП «Краснянське», заправщик                        |
| 4        | Гайдук Руслан Валер'янович    | 01.11.2010            | незакінчена вища   | позапартійний          | Копичинецька ВК −112, фельдшер                     |
| 5        | Галабіцький Богдан Михайлович | 01.07.2012            | вища               | позапартійний          | сільська рада, секретар виконкому                  |
| 6        | Субтельна Дарія Миколаївна    | 01.11.2010            | середня спеціальна | позапартійна           | Красне фельдшерсько-акушерський пункт, завідувачка |
| 7        | Музика Ярослав Ярославович    | 01.11.2010            | вища               | позапартійний          | тимчасово не працює                                |
| 8        | Янчишин Богдан Іванович       | 01.11.2010            | середня            | позапартійний          | приватний підприємець                              |
| 9        | Хороленко Михайло Сергійович  | 01.07.2012            | незакінчена вища   | позапартійний          | , тимчасово не працює                              |
| 10       | Федіньчук Любов Василівна     | 01.11.2010            | вища               | позапартійна           | тимчасово не працює                                |
| 11       | Смаковська Надія Зіновіївна   | 01.11.2010            | середня спеціальна | позапартійна           | Територіальний центр, соціальний працівник         |
| 12       | Венярський Віктор Михайлович  | 01.11.2010            | середня спеціальна | позапартійний          | тимчасово не працює                                |
| 13       | Околіта Андрій Романович      | 01.11.2010            | середня спеціальна | позапартійний          | тимчасово не працює                                |
| 14       | Субтельний Микола Богданович  | 01.11.2010            | вища               | позапартійний          | тимчасово не працює                                |